# 펜싱

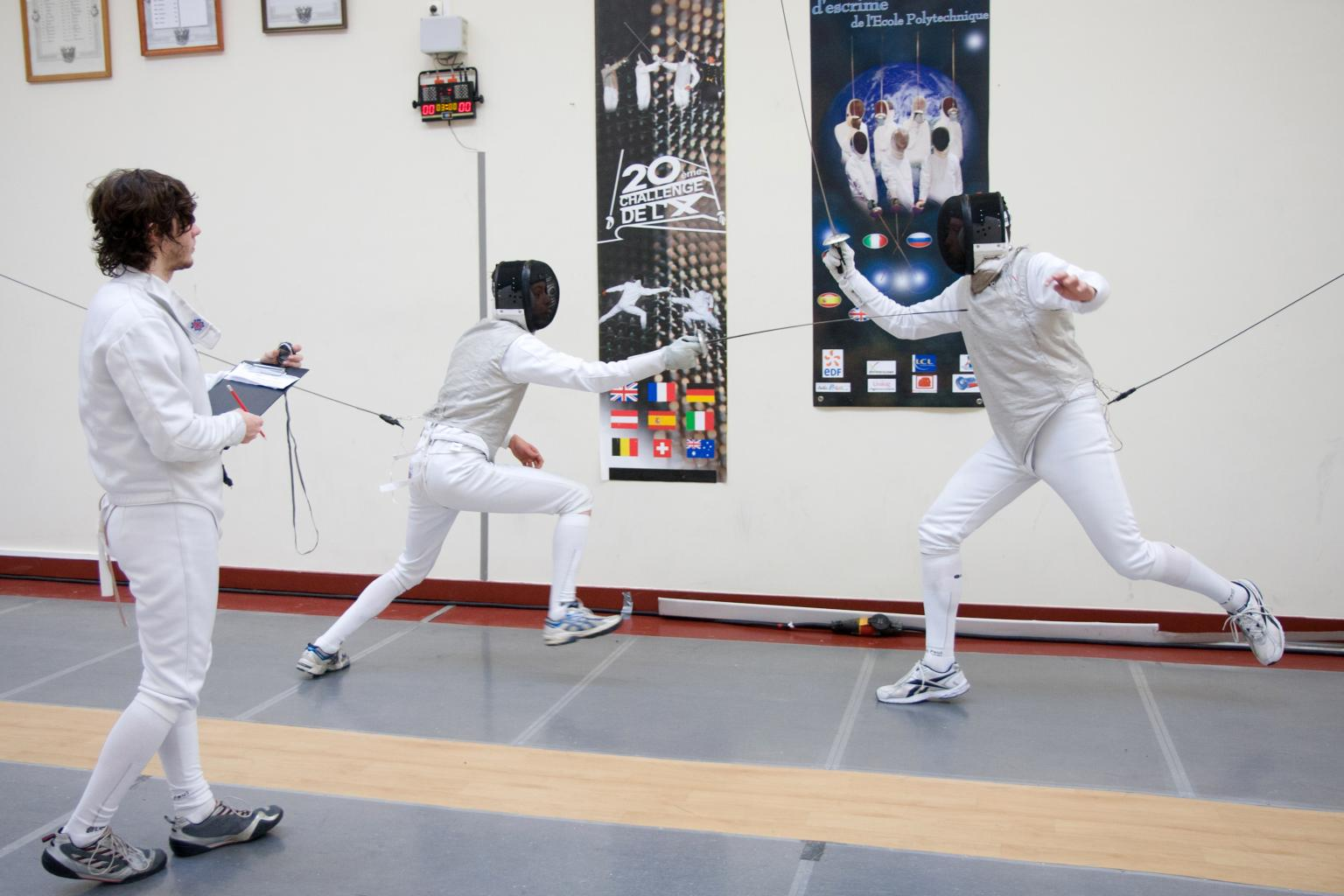

펜싱을 나타내는 픽토그램.

펜싱(문화어: 격검; 영어: Fencing, 프랑스어: Escrime)은 칼싸움을 특징으로 하는 격투 스포츠이다. 고전 펜싱과 구별하기 위해 올림픽 펜싱(영어: Olympic Fencing, 프랑스어: Olympique Escrime)으로도 불린다. 현대 펜싱의 세 가지 종목은 플뢰레, 에페, 사브르이며, 각 종목은 동일한 이름을 가진 서로 다른 종류의 검을 사용하고 고유한 규칙을 적용한다. 대부분의 경쟁 펜서들은 한 종목에 특화되어 있다. 현대 스포츠로서의 펜싱은 19세기 말에 두각을 나타내기 시작했으며, 전통적인 검술 기술을 바탕으로 한다. 이탈리아 학파가 역사적 유럽 무술인 고전 펜싱을 변형시켰고, 이후 프랑스 학파가 그 체계를 정제했다. 펜싱 경기에서의 득점은 상대방과 접촉하여 이루어진다.
1904년 올림픽 경기에는 싱글스틱이라는 네 번째 펜싱 종목이 있었으나, 그 해 이후 중단되어 현대 펜싱의 일부가 아니다. 경쟁 펜싱은 올림픽에 처음 포함된 스포츠 중 하나로, 육상, 사이클, 수영, 체조와 함께 현대 올림픽이 출범한 이래 매회 진행된 종목이다.

## 경쟁 펜싱

### 관리 기구
펜싱은 스위스 로잔에 본부를 둔 국제 펜싱 연맹(FIE)이 관리한다. FIE는 155개의 국가 연맹으로 구성되어 있으며, 각 연맹은 해당 국가의 올림픽 위원회로부터 올림픽 방식 펜싱의 유일한 대표로 인정받는다.

### 규칙
FIE는 월드컵, 세계선수권대회, 올림픽 경기 등 주요 국제 대회에서 사용되는 현행 규칙을 유지한다. FIE는 연례 총회에서 규칙 변경 제안을 다룬다.

### 대학 및 학교
대학생들은 세계 대학 경기 대회에서 국제적으로 경쟁한다. 미국에서는 두 개의 국가 수준 대학 토너먼트(NCAA 챔피언십과 USACFC 전국 챔피언십)가 열린다. 영국에서는 BUCS가 펜싱 토너먼트를 개최한다. 캐나다 온타리오 주의 많은 대학들은 OUA 파이널이라 불리는 연례 대학 간 경쟁에 참가하는 펜싱 팀을 보유하고 있다.
국가 펜싱 기구들은 더 많은 학생들이 펜싱을 하도록 장려하기 위한 프로그램을 설립했다. 예를 들어 미국의 지역 청소년 서킷 프로그램과 영국의 레온 폴 청소년 개발 시리즈가 있다.
영국에서는 학교들이 서로 직접 경쟁하는 두 개의 전국 대회가 열리는데, 사립학교만 참가할 수 있는 퍼블릭 스쿨 펜싱 챔피언십과 스코틀랜드의 모든 중등학교에 개방된 스코틀랜드 중등학교 챔피언십이다. 단체전과 개인전을 모두 포함하며 많은 관심을 받는다. 학교들은 서로 직접 시합을 조직하고, 학령기 학생들은 영국 청소년 챔피언십에서 개인적으로 경쟁할 수 있다.
최근 몇 년간 보호 장비가 훨씬 덜 필요한 폼과 플라스틱 검을 사용하여 더 넓고 어린 관객층에게 펜싱을 소개하려는 시도가 있었다. 이는 수업을 제공하는 데 훨씬 적은 비용이 들게 하여, 전통적으로 그래왔던 것보다 더 광범위한 학교에 펜싱을 도입하기 쉽게 만든다. 스코틀랜드에는 이 장비를 사용하는 초등학교와 중학교 저학년 아동들을 위한 플라스틱-폼 펜싱 펀리그라는 특별한 대회 시리즈도 있다.

## 역사
현대 펜싱은 스페인에서 유래하였는데,  1458년과 1471년 사이 가톨릭 군주에 의해 공식적인 결투 금지령이 떨어지기 전까지 디에고 데 발레라 (Diego de Valera)가 저술한 무기 논문 (Treatise on Arms)에 규율이 적혀 있다. 스페인이 유럽 최강자로 군림하게 된 이후, 스페인 육군은 펜싱을 양국간의 주요 전장이었던 남이탈리아를 비롯해 여러 국가로 전하였다.
현대 펜싱이 본격적으로 시작된 시기는 18세기로, 르네상스 시대 이탈리아의 펜싱 아카데미와 그 영향을 받은 프랑스 펜싱 아카데미에 의해 현대 펜싱의 기틀이 잡혔다.스페인 펜싱 아카데미는 19세기 전까지 별 영향을 미치지 않았다. 현재, 이 세 국가의 아카데미에서 유래한 펜싱이 전 세계적으로 알려져 있다.
결투는 1, 2차 세계대전을 거치면서 그 횟수가 줄어들었고, 몇몇의 경우를 예외로 하면 결투가 드물었다. 한때, 남성의 철학적 배경이 길들였던 결투(몇 펜싱 마스터가 대부분 사람들은 한두 번의 수업으로도 많은 훈련을 받았다고 여기기도 하였지만)는 전장에서 그 의미와 함께 사라졌다. 펜싱은 스포츠로 명맥을 유지하였고, 토너먼트와 챔피언쉽이 현재 진행되고 있다. 그러나, 날카로운 무기를 활용한 결투의 준비는 여전히 요구되었고, 그에 따라 훈련 방식과 기술이 변경되었다.
1936년 에페를 기점으로 부심은 전자 장비로 대체되었으며, 유효 투셰에 따라 적색 / 녹색의 램프 전등이 점등되고, 가청음이 나오도록 하였다. 플뢰르는 1956년에, 사브르는 1988년에 처음으로 전자장비가 도입되었다. 전자장비의 도입은 더 공정한 판정을 가능게 하였고, 훨씬 빠른 동작, 가벼운 접촉, 여러 회에 걸친 접촉에도 정확한 판정을 할 수 있도록 하였다.

## 2020~2021 세계 랭킹

### 시니어(남)
| Epee순위 | 국가       | Foil순위 | 국가           | Sabre순위 | 국가         |
| -------- | ---------- | -------- | -------------- | --------- | ------------ |
| 1        | 프랑스     | 1        | 대한민국       | 1         | 대한민국     |
| 2        | 스위스     | 2        | 프랑스         | 2         | 헝가리       |
| 3        | 이탈리아   | 3        | 이탈리아       | 3         | 이탈리아     |
| 4        | 일본       | 4        | 러시아         | 4         | 독일         |
| 5        | 대한민국   | 5        | 홍콩           | 5         | 러시아       |
| 6        | 우크라이나 | 6        | 도마니카       | 6         | 프랑스       |
| 7        | 러시아     | 7        | 일본           | 7         | 이란         |
| 8        | 중국       | 8        | 이집트         | 8         | 미국         |
| 9        | 헝가리     | 9        | 중국           | 9         | 루마니아     |
| 10       | 미국       | 10       | 독일           | 10        | 이집트       |
| 63       | 룩셈부르크 | 52       | 콩고민주공화국 | 47        | 크로아티아   |
| 63       | 노르웨이   |          |                | 47        | 체코         |
|          |            |          |                | 47        | 우즈베키스탄 |
|          |            |          |                | 47        | 불가리아     |
|          |            |          |                | 47        | 터키         |

### 시니어 (여)
| Epee순위 | 국가       | Foil순위 | 국가       | Sabre순위 | 국가       |
| -------- | ---------- | -------- | ---------- | --------- | ---------- |
| 1        | 중국       | 1        | 러시아     | 1         | 러시아     |
| 2        | 러시아     | 2        | 이탈리아   | 2         | 프랑스     |
| 3        | 폴란드     | 3        | 프랑스     | 3         | 이탈리아   |
| 4        | 이탈리아   | 4        | 미국       | 4         | 대한민국   |
| 5        | 미국       | 5        | 일본       | 5         | 헝가리     |
| 6        | 대한민국   | 6        | 캐나다     | 6         | 우크라이나 |
| 7        | 에스토니아 | 7        | 헝가리     | 7         | 미국       |
| 8        | 독일       | 8        | 대한민국   | 8         | 중국       |
| 9        | 우크라이나 | 9        | 폴란드     | 9         | 폴란드     |
| 10       | 프랑스     | 10       | 중국       | 10        | 일본       |
| 53       | 요르단     | 40       | 카자흐스탄 | 46        | 벨기에     |
| 53       | 세르비아   |          |            |           |            |
| 53       | 코스타리카 |          |            |           |            |

### 주니어 (남)
| Epee순위 | 국가                 | Foil순위 | 국가     | Sabre순위 | 국가       |
| -------- | -------------------- | -------- | -------- | --------- | ---------- |
| 1        | 대한민국 South Korea | 1        | 대한민국 | 1         | 대한민국   |
| 2        | 헝가리               | 2        | 미국     | 2         | 미국       |
| 3        | 러시아               | 3        | 프랑스   | 3         | 스페인     |
| 4        | 이탈리아             | 4        | 러시아   | 4         | 러시아     |
| 5        | 프랑스               | 5        | 폴란드   | 5         | 독일       |
| 6        | 폴란드               | 6        | 일본     | 6         | 폴란드     |
| 7        | 독일                 | 7        | 덴마크   | 7         | 이집트     |
| 8        | 오스트리아           | 8        | 영국     | 8         | 우크라이나 |
| 9        | 이집트               | 9        | 헝가리   | 9         | 영국       |
| 10       | 체코                 | 10       | 독일     | 10        | 헝가리     |
| 11       | 카자흐스탄           | 13       | 싱가포르 | 14        | 불가리아   |
| 18       | 일본                 | 16       | 대만     | 46        | 아이슬란드 |
| 19       | 중국                 | 49       | 불가리아 |           |            |
| 22       | 아제르바이잔         | 49       | 튀니지   |           |            |
| 23       | 미국                 | 49       | 핀란드   |           |            |
| 66       | 불가리아             |          |          |           |            |
| 66       | 베네수엘라           |          |          |           |            |
| 66       | 리투아니아           |          |          |           |            |
| 66       | 포르투갈             |          |          |           |            |

### 주니어 (여)
| Epee순위 | 국가       | Foil순위 | 국가       | Sabre순위 | 국가         |
| -------- | ---------- | -------- | ---------- | --------- | ------------ |
| 1        | 러시아     | 1        | 러시아     | 1         | 헝가리       |
| 2        | 이탈리아   | 2        | 이탈리아   | 2         | 러시아       |
| 3        | 헝가리     | 3        | 미국       | 3         | 이탈리아     |
| 4        | 프랑스     | 4        | 독일       | 4         | 프랑스       |
| 5        | 미국       | 5        | 프랑스     | 5         | 미국         |
| 6        | 폴란드     | 6        | 폴란드     | 6         | 터키         |
| 7        | 이스라엘   | 7        | 일본       | 7         | 불가리아     |
| 8        | 스위스     | 8        | 헝가리     | 8         | 독일         |
| 9        | 체코       | 9        | 우크라이나 | 9         | 우크라이나   |
| 10       | 캐나다     | 10       | 영국       | 10        | 우즈베키스탄 |
| 15       | 카자흐스탄 | 11       | 싱가포르   | 11        | 대한민국     |
| 16       | 대한민국   | 14       | 대한민국   | 37        | 조지아       |
| 48       | 그리스     | 49       | 크로아티아 |           |              |
| 48       | 슬로바키아 |          |            |           |              |
| 48       | 오스트리아 |          |            |           |              |
| 48       | 크로아티아 |          |            |           |              |

## 세부 종목
펜싱 종목은 사용하는 검 종류에 따라 나뉜다.

플뢰레 펜서

- 플뢰레(Fleuret) : 몸통을 표적으로 하는 찌르기형 경량 무기로, 등도 유효한 표적이나, 팔은 유효한 표적이 아니다. 투셰(toucher: 실점)는 찌르기만 인정하므로, 빠른 움직임이 필수다. 베기는 인정이 되지 않으며 경기를 멈추지 않는다. 표적 바깥을 찌르는 경우 흰 램프가 점등되면서 경기를 멈추지만, 투셰로 인정되지 않는다. 프리오리테 (Priorité: 공격 우선권) 에 의해 동시득점이 인정되지 않는다. 양쪽 선수들이 모두 유효면을 찔러 적녹등이 동시에 점등된 경우, 주심은 규칙에 따라 득점자를 결정하게 된다.

- 사브르(Sabre) : 고대 기마병이 말 타고 싸우던 것에서 유래되었다. 다리 부분을 제외한 허리 위의 상반신 전체를 표적으로 하는 베기형 경량 무기이다. 찌르기와 베기 모두 가능하므로 점수가 제일 많이 나온다. 플뢰레의 경우처럼, 표적을 벗어난 위치를 찌르거나 베었을 경우 투셰로 인정되지 않는다. 그러나, 플뢰르와의 차이점은 표적을 벗어난 위치를 찌르거나 베어도 경기를 멈춘다. 양쪽 선수들이 모두 유효면을 찌르거나 베어 적녹등이 동시에 점등된 경우, 주심은 프리오리테에 규칙에 따라 득점자를 결정한다.
- 에페(Épée) : 먼저 피를 흘리는 쪽이 진 것으로 간주하는 과거 '결투'에서 유래하였다. 전신을 표적으로 하는 찌르기형 중량 무기로 난이도가 가장 높다. 모든 공격은 찌르기만 가능하며, 베기는 무효이다. 베기를 하였을 경우에는 득점이 인정되지 않으며 경기가 정지되지 않는다. 플뢰르와 사브르와는 달리, 에페는 프리오리테가 없어 동시타격이 발생한 경우 양쪽 모두 투셰로 인정된다. 그러나, 개인전에서 양선수가 14점, 단체전에서 양팀이 44점을 득점한 상황에서 꾸 드불(Coup Double: 상격)이 발생한 경우 양쪽 모두 득점이 인정되지 않는다.
- 라이트 세이버(Lightsaber) : 프랑스 펜싱 협회가 기존의 사브르와 플뢰레, 에페에 이어 영화 <스타워즈>의 광검 대결을 정식 종목으로 채택했다. 기존의 펜싱들과는 다르게 원형의 경기장에서 진행되며 머리와 몸통은 5점, 팔과 다리는 3점, 손은 1점이다. 펜싱의 종주국 프랑스가 전국대회를 열고 세계 연맹과 올림픽 공식 종목 채택을 위해 노력하는 등 적극적으로 나선데 이어 대한펜싱협회도 생활체육 활성화를 위해 도입을 검토하는 중이다.

펜싱 세부 종목의 차이점을 표로 정리하면 다음과 같다.
| 종목          | 플뢰레             | 사브르             | 에페           |
| ------------- | ------------------ | ------------------ | -------------- |
| 공격 방법     | 찌르기             | 찌르기 또는 베기   | 찌르기         |
| 유효면        | 몸통               | 상반신             | 전신           |
| 동시타의 경우 | 우선권에 따라 득점 | 우선권에 따라 득점 | 양쪽 모두 득점 |

## 방어 장비

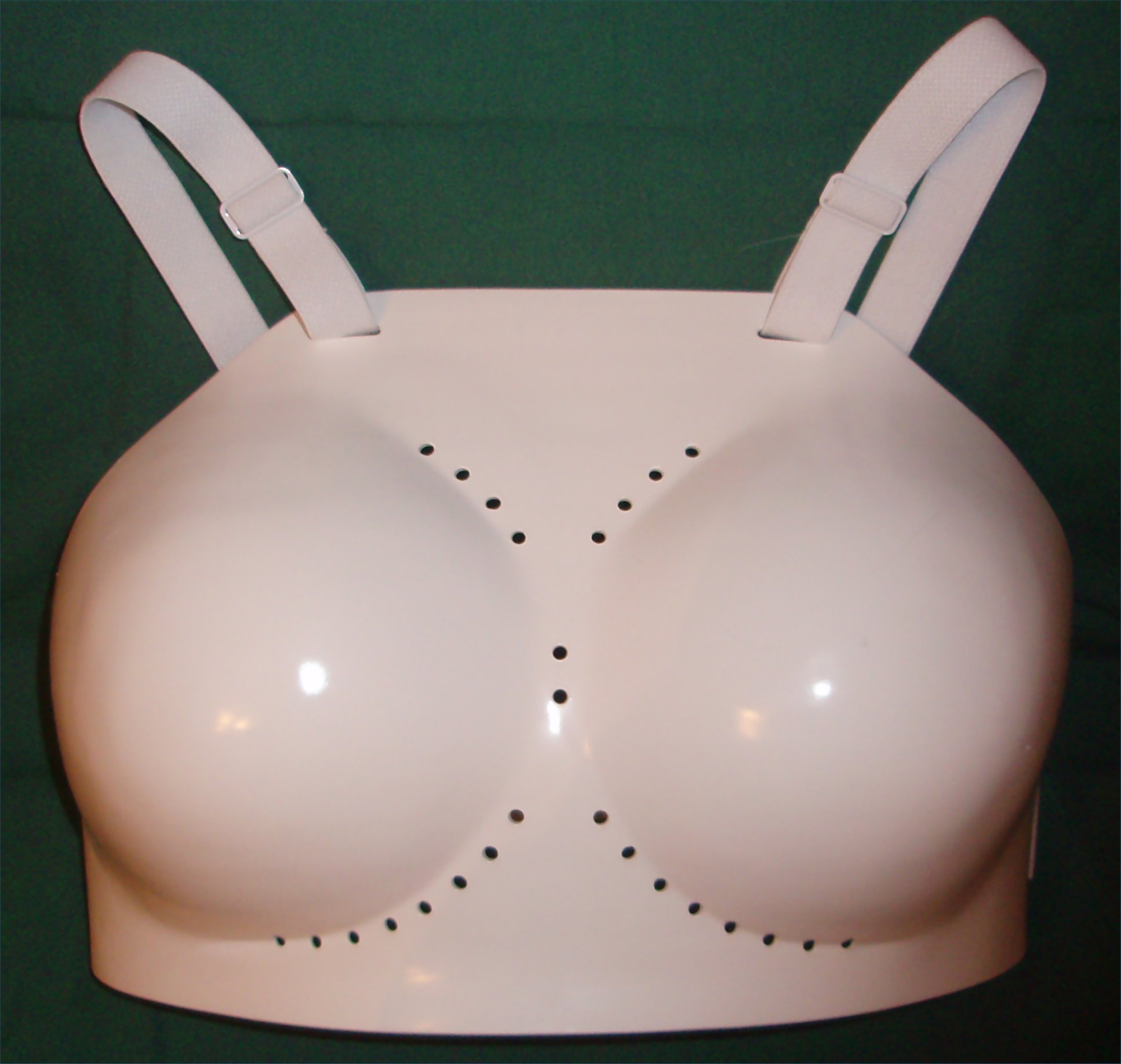
흉부 보호대 (여성 전용)

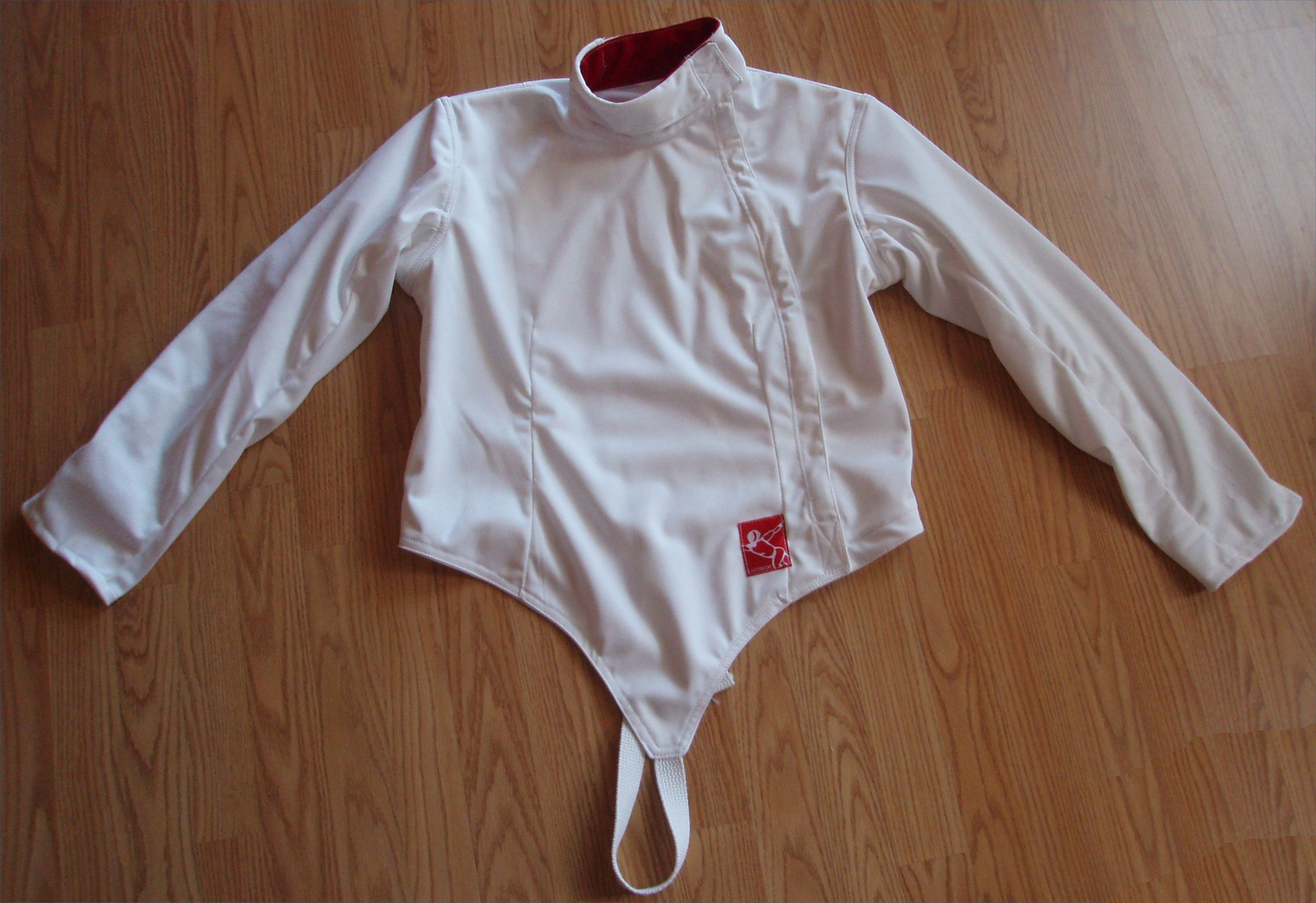
자켓

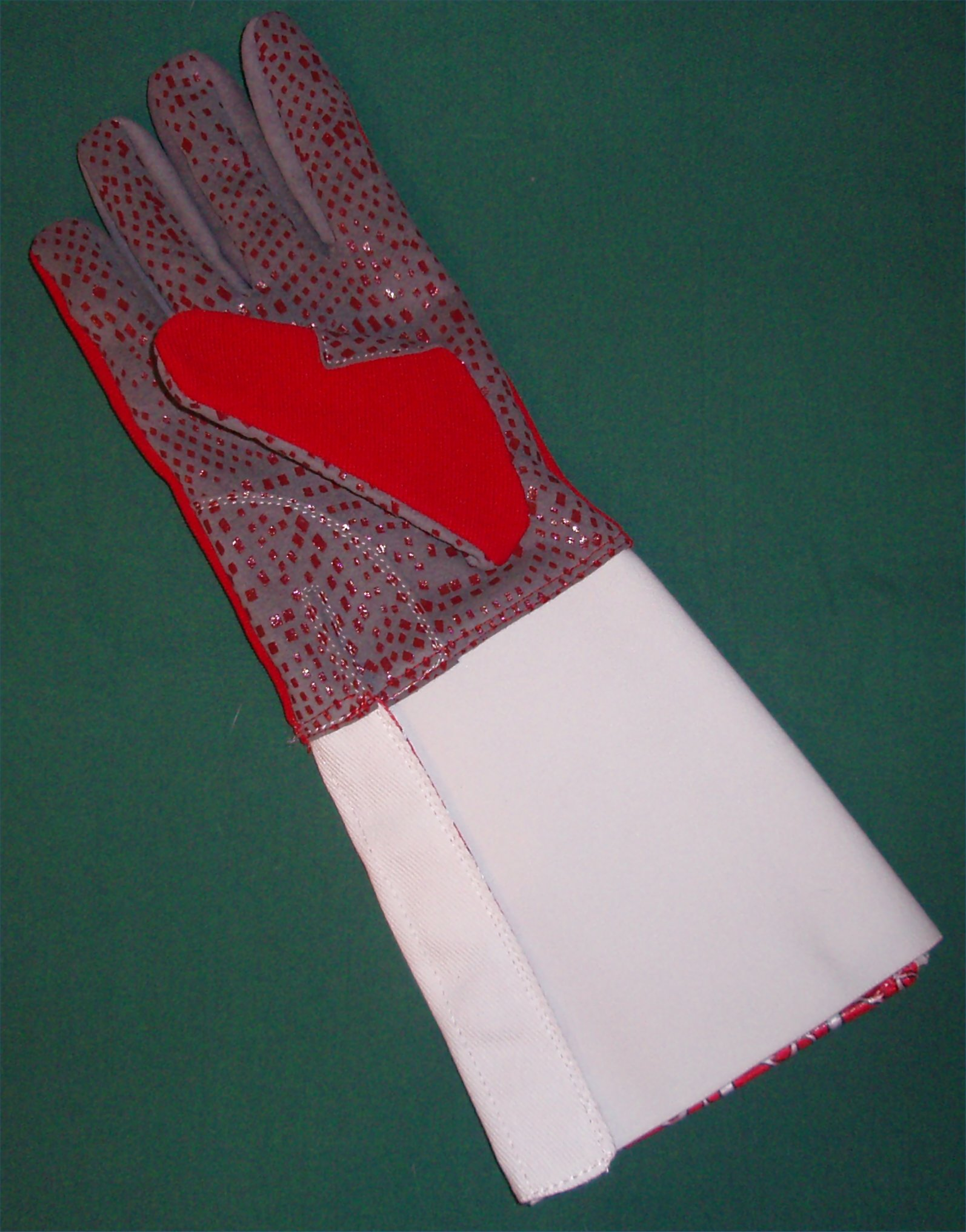
장갑

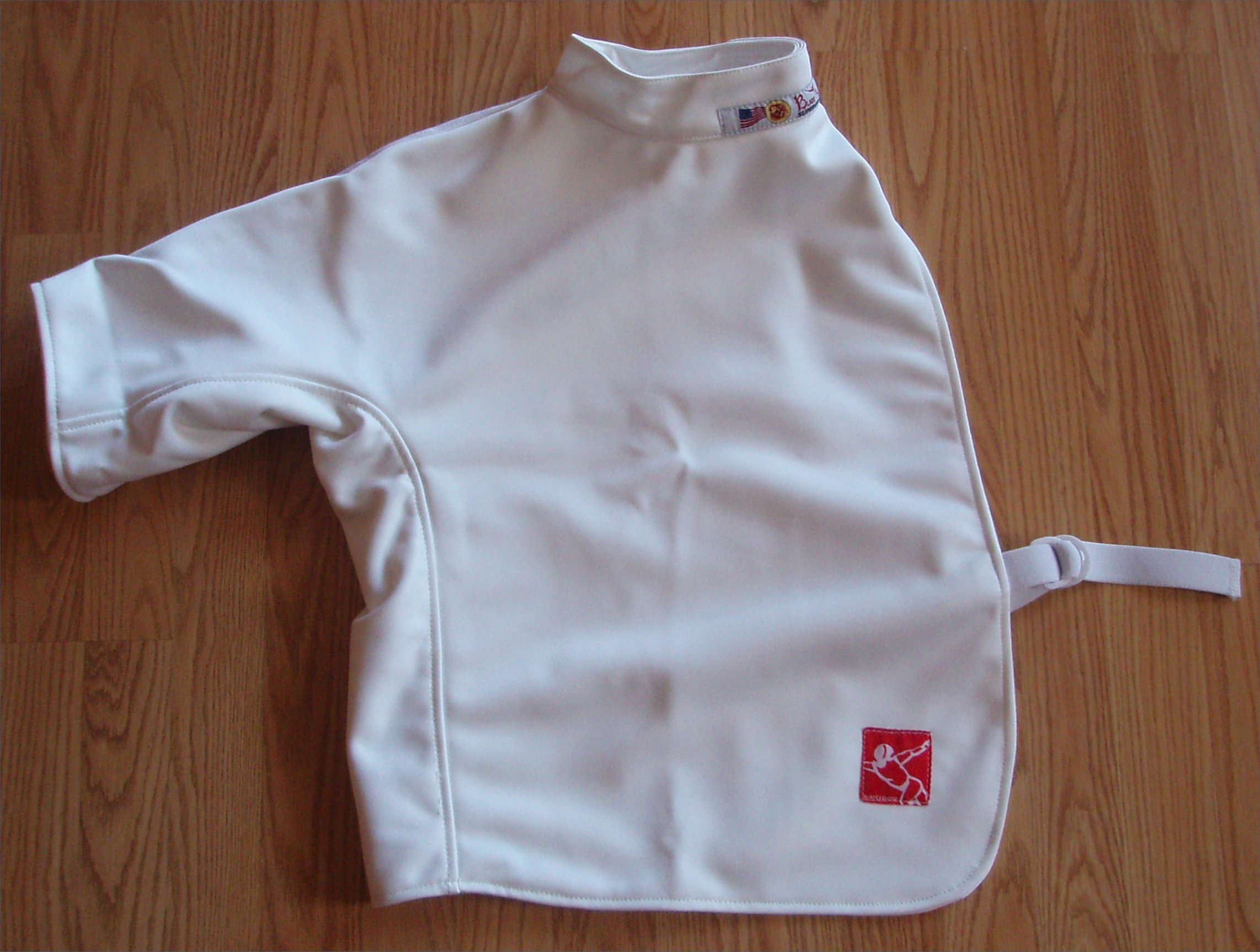
흉갑

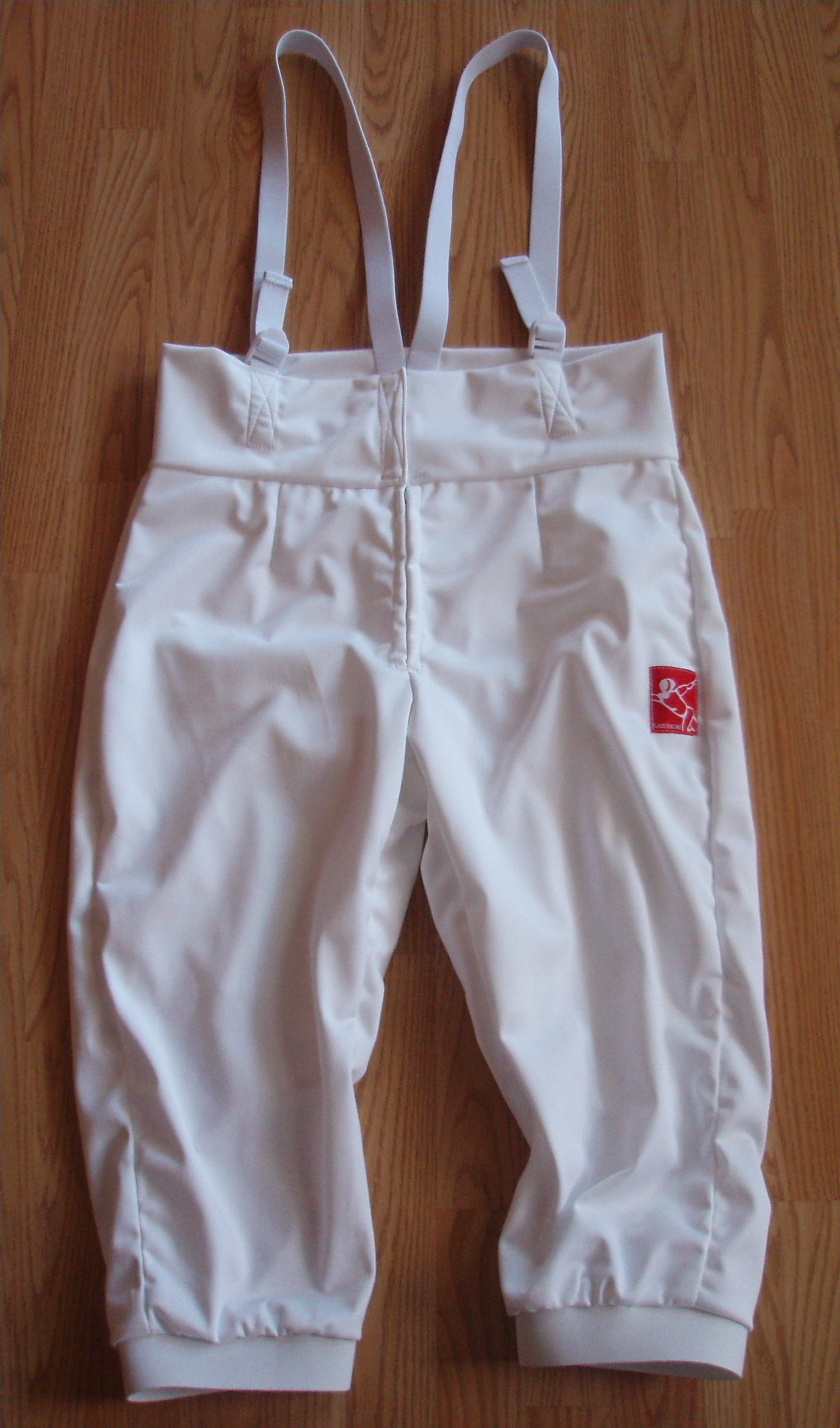
하의

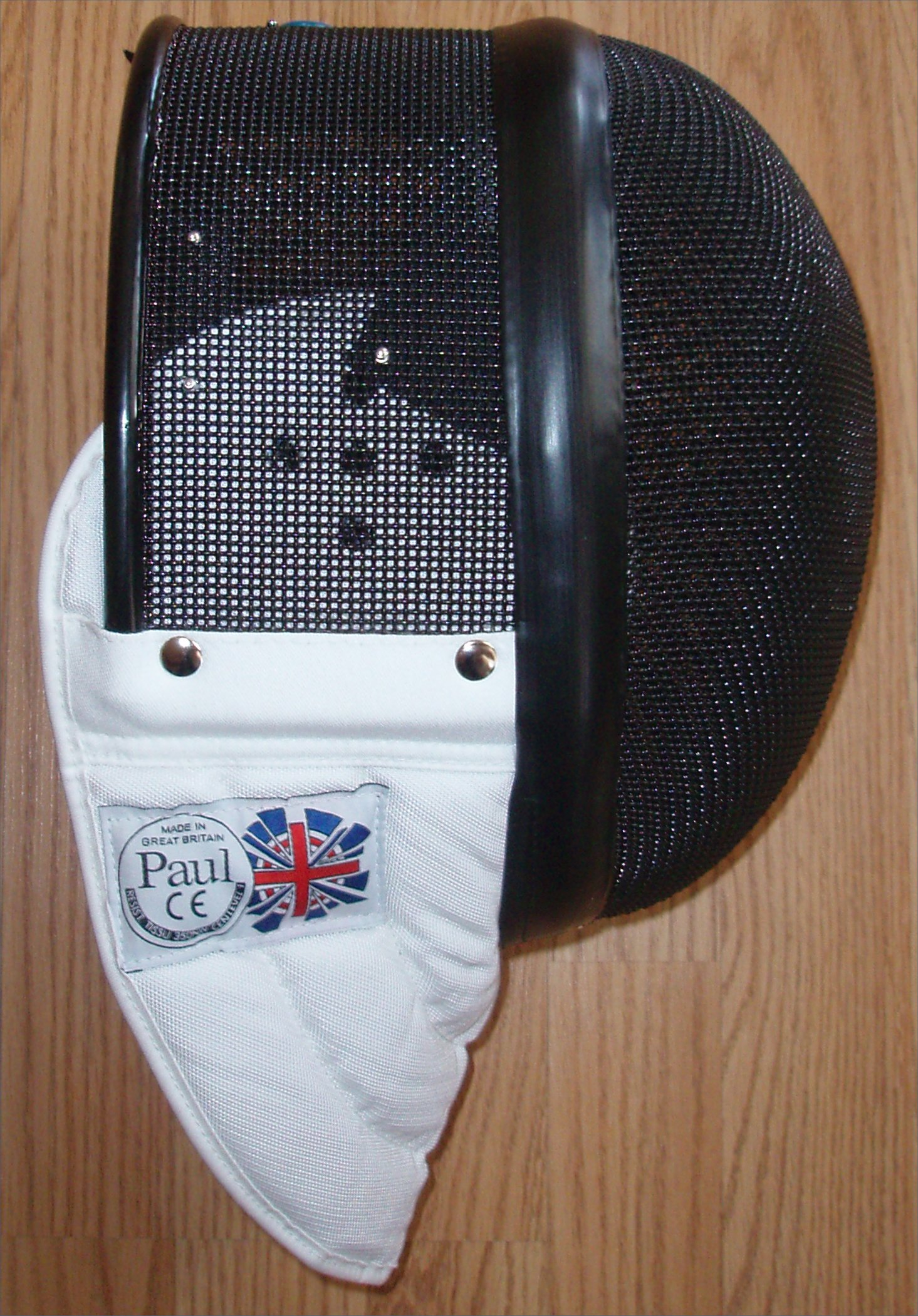
마스크

펜싱 옷은 주로 단단한 면이나 나일론으로 이루어져 있다. 유니폼 외피 (자켓, 하의, 흉갑, 라메, 그리고 마스크 밑면)는 1982년 로마 세계 선수권에서 일어난 블라디미르 스미르노프의 사망 사건 이후 켈바로 덮여 있도록 되어 있다. 그러나, 켈바는 자외선에 쪼이면 염소를 방출시켜 세탁 절차를 복잡하게 한다.
최근 초고분자량 폴리에틸렌 등의 방탄 섬유를 사용하여 켈바의 문제를 해결하고 천공 방지가 되도록 하고 있다. FIE의 규정에 따르면 토너먼트에 쓰이는 유니폼은 800N에도 천공이 되지 않으며, 마스크 아랫쪽의 경우 그 2배의 힘에도 천공이 되지 않도록 하고 있다.
펜싱 보호 장비는 다음으로 구성되어 있다:
- 서혜부를 보호하는 자켓은 크루아사르 (croissard, 끈)가 다리 사이로 지나도록 해야 한다. 사브르에서는 장비에 따라 자켓은 고관절까지만 내려오도록 되어 있는 것도 있다. 작은 목 가리개는 칼라를 따라 접인 섬유가 바느질로 봉합되어 있어 상대방의 칼이 마스크 아래로 들어가 목을 다치는 일을 방지한다.
- 흉갑은 자켓 안에 입는 상의로 칼을 쥐고 있는 팔과 팔 위쪽을 보호한다. 겨드랑이 쪽에는 이음매가 없는데, 이는 급소가 될 수 있기 때문이다.
- 칼을 쥐는 쪽의 손은 장갑을 끼어 칼로 손을 찔리거나 베였을때의 부상을 막고, 무기를 단단히 쥘 수 있도록 한다.
- 하의는 무릎 바로 아래까지 이어지는 바지로 이루어져 있다. 하의는 자켓과 최소한 10cm 중첩되는 위치에 올라오도록 해야 한다. 대부분의 하의는 멜빵이 달려 있다.
- 무릎까지 올라오는 긴 양말은 무릎과 정강이를 보호한다.
- 바닥이 평평한 신발은 뒷발안쪽과 앞발의 뒷꿈치에 힘을 실어, 런지를 시도할 때 마모되는 것을 막는다.
- 마스크는 아랫쪽 부분이 목을 보호한다. 마스크는 주로 12kg정도의 힘을 지탱하며, 최대 350N의 힘에 대한 저항력이 있다. 일부 마스크는 훤히 보일 수 있도록 투명하게 되어 있다. 이 마스크는 세계 선수권 등의 주요 대회에 쓰였으나, 현재는 2009년 주니어 챔피언쉽에서의 유리 파손 사건을 계기로 사브르 종목을 제외한 FIE 주관 대회 사용이 금지되었다.
- 플라스틱 흉부 보호대는 여성들에게 필수 장비이다. 남성용 흉부 보호대 또한 존재하나, 최근까지는, 훈련에서 많이 찔리는 펜싱 사범들만이 활용하였다. 이 장비는 플뢰레에서 자주 쓰이는데, 단단한 표면일수록 투셰가 잘못 기록될 확률이 줄어들기 때문이다. 또한 이 장비는 주니어 대회에서도 자주 쓰인다.
- 라메는 전기 전도성을 가진 장비로 자켓 위에 덧입으며, 유효면을 나타낸다. 이 라메는 플뢰레와 사브르에서만 쓰이며, 유효면과 무효면을 눈에 띄게 확인할 수 있다. 에페는 전신이 표적이므로 라메가 불필요하다. 라메는 플뢰레에서는 소매가 없지만, 사브르의 경우 소매를 가지고 있고, 고관절 위에까지만 내려온다. 몸통 코드는 득점 여부 판단에 중요한 역할을 한다: 이는 무기에 부착되며 자켓 소매 안쪽을 따라 들어가며, 등쪽으로 돌아 점수 판독기로 이어진다. 사브르와 플뢰레에서 몸통 코드는 라메로 연결되어 득점 판독기와 하나의 회로를 이루고 있다.
- 펜싱 사범들은 주로 더 무거운 자켓을 사용하는데, 이는 플라스틱 폼으로 이루어져 있어 찌르는 공격에 완충 작용을 하여 준다. 훈련에서 사범은 옷깃 있는 보호장비나, 가죽으로 된 하체 보호대를 쓰기도 한다.

펜싱에서 전통적으로 유니폼은 흰색 (사범은 검은색을 쓴다.)이다. 이는 전자 장비가 도입되기 전에 무기의 득점 기록을 쉽게 확인하기 위해 염색 물감이나, 숯, 유색 분필로 투셰 기록 여부를 판단했던 데로 거슬러 올라간다. 이러한 판독 방식은 더 이상 사용되지 않으나, FIE는 색색의 무늬를 가진 유니폼 착용을 허용하고 있다. 이 규정은 스폰서쉽 로고 사용을 제한하기도 한다.

## 같이 보기
- 검도
- 세계 펜싱 선수권 대회
- 올림픽 펜싱